# ليليان ورث
ليليان ورث (بالإنجليزية: Lillian Worth)‏ هي ممثلة أمريكية، ولدت في 24 يونيو 1884 في الولايات المتحدة، وتوفيت في 23 فبراير 1952 بلوس أنجلوس في الولايات المتحدة.

## أعمال

### أفلام
- (1936) رقم خاص

## وصلات خارجية
- ليليان ورث على موقع IMDb (الإنجليزية)
- ليليان ورث على موقع قاعدة بيانات الفيلم (الإنجليزية)